# Antoinette de Pons
Pour les articles homonymes, voir Pons.
Antoinette de Pons-Ribérac, comtesse de La Roche-Guyon et marquise de Guercheville (vers 1560- Paris 5 janvier 1632) fut la première dame d'honneur de Marie de Médicis. Elle finança les expéditions de Jean de Poutrincourt en Nouvelle-France.

## Biographie

### Famille
Fille d'Antoine de Pons-Ribérac, sire de Pons et comte de Marennes, conseiller d'État et capitaine de cent gentilshommes de la Maison du roi, chevalier de l'ordre du Saint-Esprit, et de sa 2e épouse Marie-Cléophas de Montchenu, dame de Guercheville, elle épouse en premières noces Henri de Silly, comte de La Roche-Guyon, dont elle a un fils, François de Silly, 1er duc de La Roche-Guyon († 1628 au siège de La Rochelle, sans postérité). 
D'un second mariage en 1594 avec Charles du Plessis-Liancourt, comte de Beaumont et gouverneur de Paris, elle eut une fille, Gabrielle, et un fils, Roger du Plessis-Liancourt (v. 1598-1674), 2e duc de La Rocheguyon, pair de France. Elle rencontra Henri IV après la bataille d'Ivry. Elle aurait repoussé les avances du souverain en disant « qu'elle n'était pas d'assez bonne maison pour être sa femme, mais qu'elle était de trop bonne maison aussi pour être sa maîtresse ». Par sa fille Gabrielle du Plessis-Liancourt, femme de François V de La Rochefoucauld, elle est la grand-mère du célèbre moraliste François VI de La Rochefoucauld, l'auteur des Maximes ; en 1674, les La Rochefoucauld héritèrent de Liancourt.

### Une dame de piété
Antoinette est restée dans les mémoires comme pieuse et vertueuse, et d'une grande beauté. Elle portait une grande attention aux Jésuites des colonies françaises d'Amérique et contribua notamment au financement et à la fondation de la mission de Saint-Sauveur sur l'île des Monts Déserts, dans le Maine actuel. Cette colonie fut néanmoins détruite par les Anglais, prétextant un non-respect des limites territoriales françaises. En outre, sa dévotion pour l'État et pour le roi contribuèrent à lui donner le titre de souveraine du Canada. Elle protégea aussi Bernard Palissy.

### Le financement de la colonisation de l'Acadie
Elle usera de son influence auprès de la Reine, comme l'avait fait auparavant le père Coton auprès d'Henri IV, pour que Jean de Poutrincourt avec la Compagnie de Jésus puisse continuer à fonder des missions en Amérique. Poutrincourt, qui fut pendant 15 ans le premier gouverneur de l'Acadie, était déjà parti dans son 3e voyage en 1610, « à la grande colère de ses associés huguenots », avec deux pères jésuites sur ordre du roi. Il voulait effectivement évangéliser la colonie, mais il semblerait qu'il ait eu de la répugnance vis-à-vis de la Compagnie de Jésus, trop matérialiste à son goût. Antoinette recueillit les fonds nécessaires aux expéditions de Poutrincourt, afin de compenser les désistements d'autres bailleurs de fonds, et continua à aider Poutrincourt dans ses recherches de fonds. Les jésuites, représentant notamment Mme de Guercheville, et intervenant continuellement dans les affaires temporelles de la colonie, créeront un climat problématique en Acadie et contribueront au discrédit de Poutrincourt.

## Postérité
Le village de Saint-Pons, au Nouveau-Brunswick, est possiblement nommé en son honneur.